# 토마시 요드워비에츠
토마시 요드워비에츠(폴란드어: Tomasz Jodłowiec, 1985년 9월 8일 ~ )는 현재 피아스트 글리비체에서 미드필더로 활약하고 있는 폴란드의 축구 선수이다.